# Herophilos
Herophilos (sau Herophilus) din Calcedonia ( n. 335 î.Hr. ( sau 331 sau 330) - d. 280 î.Hr. ( sau 255 sau 250 ) a fost medic al Greciei antice. Este considerat primul mare specialist în anatomie din istorie. Împreună cu Erasistrate, a fost fondatorul școlii medicale din Alexandria.

## Biografie
S-a născut în Calcedonia, pe atunci colonie grecească în Asia Mică. Pregătirea medicală o dobândește ca discipol al lui Praxagoras din Cos, care îl inițiază mai ales în domeniul patologiei umorale.
Mai târziu, Herophilos se mută în Alexandria, unde practică medicina.

## Contribuții
Scrierile sale s-au pierdut (ca urmare a distrugerii Bibliotecii din Alexandria în 272), dar sunt citate adesea de către Galen (secolul al II-lea), un alt mare medic al antichității.
Herophilos este considerat unul dintre primii savanți care s-au bazat pe metoda științifică și unul dintre primii anatomiști ai istoriei. Realizând disecții pe cadavre și vivisecții, a studiat și observat: creierul uman (recunoscându-l ca fiind centrul sistemului nervos și sediul inteligenței), cerebelul, ochiul (studiază nervii optici și descrie retina), ficatul, pancreasul, ficatul, pancreasul, organele salivare, organele genitale (realizează desene concise ale ovarului, uterului), deosebește nervii de vasele de sânge.
A fost primul care:
- distinge nervii motori de nervii senzoriali;
- distinge dura mater de pia mater la nivelul membranei care acoperă creierul;
- distinge arterele de vene;
- demonstrează rolul inimii în producerea pulsațiilor;
- demonstrează că sediul inteligenței se află în creier, nu în inimă;
- descoperă că arterele transportă sânge, nu aer.

Herophilos a fost printre primii medici care subliniază rolul alimentației raționale și exercițiilor fizice în menținerea sănătății.

## Posteritate
Herophilos a fost considerat părintele anatomiei. După moartea sa, practica disecțiilor a început să fie neglijată. Explorările amănunțite asupra trupului uman au fost reluate mult mai târziu, în perioada Renașterii de către Andreas Vesalius și Leonardo da Vinci.
Ca apreciere a valorii sale, zona de intersecție a sinusurilor nervoase, aflată în parta cavă a osului occipital, îi poartă numele: torcular Herophili.